# Élection présidentielle maltaise de 2024
L'élection présidentielle maltaise de 2024 a lieu le 27 mars 2024 afin d'élire au suffrage indirect le président de Malte. Il s'agit de la première élection présidentielle depuis le vote quatre ans plus tôt d'une révision constitutionnelle ayant introduite l'élection du chef de l’État à la majorité qualifiée des deux tiers au lieu de la seule majorité relative.
Soutenue par le Parti travailliste au pouvoir ainsi que par le Parti nationaliste, seul parti d'opposition, Myriam Spiteri Debono est élue à l'unanimité des suffrages exprimés.

## Contexte

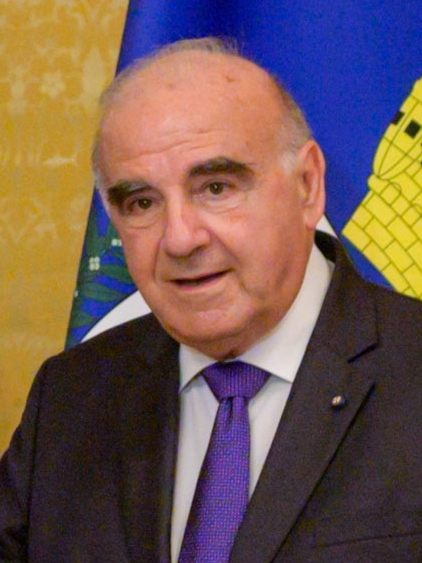
George Vella

Le précédent scrutin présidentiel organisé en 2019 voit l'élection à l'unanimité de George Vella, dont la candidature est soutenue à la fois par le Parti travailliste au pouvoir et le Parti nationaliste, qui siège dans l'opposition. Le Parti démocratique, en coalition avec le Parti nationaliste au sein de la coalition Force nationale annonce pour sa part soutenir la nomination de George Vella à la présidence, mais décide de boycotter le vote pour protester en faveur d'un amendement constitutionnel qui introduirait l'élection à la majorité des deux tiers. Les deux députés du parti ne participent par conséquent pas au vote,,.
Bien que très minoritaire à la Chambre des représentants où il détient deux sièges sur 67, le Parti démocratique parvient à faire prendre en considération sa proposition de modification du système électoral. Un amendement de la Constitution de 1964 est ainsi voté en février 2020, l'élection présidentielle se déroulant désormais à la majorité qualifiée des deux tiers de l'ensemble des membres de la chambre,,. L'amendement est cependant remarqué pour son absence de processus permettant de mettre fin à un blocage. L'élection se fait en effet obligatoirement à la majorité des deux tiers, à défaut de quoi un ou plusieurs nouveaux votes ont lieu jusqu'à ce qu'un candidat l'obtienne. Le président sortant reste ainsi en poste jusqu'à l'élection de son successeur.
Les élections générales de mars 2022 voient la reconduction du Parti travailliste mené par le Premier ministre Robert Abela. Celui n'obtient cependant que 44 sièges sur 79, les 35 sièges restants revenant au Parti nationaliste. Aucun des deux partis ne détient ainsi seul la majorité des deux tiers. Le risque d'un blocage de l'élection se fait de plus en plus ressentir à l'approche de la date de fin de mandat de George Vella, la passation de pouvoir se faisant traditionnellement le 2 avril depuis l'établissement de la république à Malte. Début mars 2024, les deux partis ne parviennent toujours pas à un accord, les discussions ayant à peine commencée, tandis que le Parti nationaliste déclare son intention d'opposer son veto à toute candidature d'un membre du gouvernement sous le Premier ministre travailliste Joseph Muscat, prédécesseur de Robert Abela jusqu'à sa démission en 2020 à la suite de soupçons d'ingérence dans l'enquête sur l'assassinat de la journaliste d'investigation Daphne Caruana Galizia,.
Devant la montée des pressions à moins de deux semaines de la fin du mandat de Vella, le parti travailliste et le parti nationaliste parviennent finalement à s'entendre le 21 mars sur une candidature commune, confirmée le 26. Les deux partis annoncent ainsi la nomination de la travailliste Myriam Spiteri Debono, avec le nationaliste Francis Zammit Dimech pour président d'intérim lors des voyages à l'étranger de la présidente ou d'incapacité à assurer ses fonctions,,.

## Mode de scrutin
Le président de Malte est élu pour cinq ans au suffrage indirect uninominal majoritaire à un tour par les membres de la Chambre des représentants, à la majorité qualifiée des deux tiers de l'ensemble des membres de la chambre.

## Résultats
| Candidats                | Candidats                | Partis                   | Voix | %     |
| ------------------------ | ------------------------ | ------------------------ | ---- | ----- |
|                          | Myriam Spiteri Debono    | PL                       | 75   | 100   |
|                          |                          |                          |      |       |
| Votes valides            | Votes valides            | Votes valides            | 75   | 100   |
| Votes blancs et nuls     | Votes blancs et nuls     | Votes blancs et nuls     | 0    | 0     |
| Total                    | Total                    | Total                    | 75   | 100   |
| Abstention               | Abstention               | Abstention               | 4    | 5,06  |
| Inscrits / participation | Inscrits / participation | Inscrits / participation | 79   | 94,94 |

## Conséquences
Myriam Spiteri Debono est élue à l'unanimité des voix des 75 représentants présents, quatre d'entre eux décidant de s'abstenir,. Âgée de 71 ans, cette ancienne présidente de la Chambre des représentants de 1996 à 1998 devient la troisième femme présidente de Malte lors de sa prestation de serment le 4 avril suivant, après Agatha Barbara en 1982 et Marie-Louise Coleiro Preca en 2014,,.